# 학자의 지침서

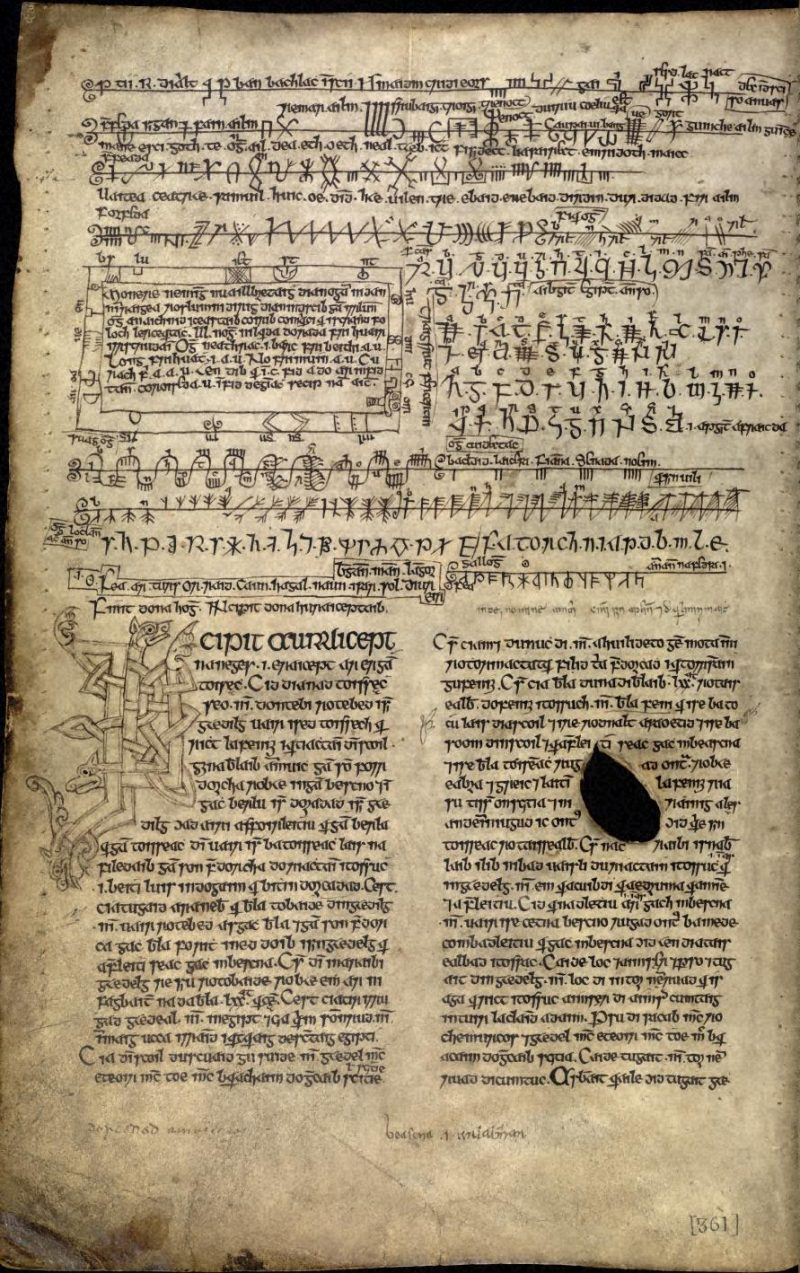

『학자의 지침서』(아일랜드어: Auraicept na n-Éces 아라케프트 너 네게스[arakʲept na neːgʲes])는 7세기에 쓰여진 게일어 문법서다. 롱가라드(Longarad)라는 학자가 썼다고 한다. 4개 필사본이 남아 있으며, 총 4권으로 이루어져 있다.
핵심 내용은 7세기경에 쓰인 것 같지만, 남아있는 필사본들은 12세기 이후의 것으로서 후대에 많은 내용이 가필되었을 것으로 생각된다. 만일 이 책이 7세기에 쓰여진 것이 확실하다면, 고유언어 옹호서(즉 라틴어에 대하여 게일어를 옹호한)로서 단테 알리기에리의 『속어론』보다 600년 앞선다.